# Championnat du Luxembourg de basket-ball
Le championnat du Luxembourg de basket-ball, officiellement la Luxembourg Basketball League, est la première division du championnat du Luxembourg de basket-ball. Elle est composée de 10 équipes luxembourgeoises de basket-ball, et se joue en 18 matchs de qualification, ensuite par 10 matchs de play-offs ou par 6 matchs de play-downs. Entre 2012 et 2021, elle a été connue sous le nom de Total League, avant ceci sous le nom de Diekirch League.

## Historique
La marque de bière Diekirch sponsorise le championnat, sous le nom de « Diekirch League ». Le partenariat prend fin en 2012, remplacé par une partenariat avec la société Total, le championnat étant désormais dénommé « Total League ».

## Palmarès
- 1934 Beetebuerger Basket Club Nitia
- 1935 Beetebuerger Basket Club Nitia
- 1936 Beetebuerger Basket Club Nitia
- 1937 Beetebuerger Basket Club Nitia
- 1938 Beetebuerger Basket Club Nitia
- 1939 Beetebuerger Basket Club Nitia
- 1940 Beetebuerger Basket Club Nitia
- 1941 non disputée
- 1942 non disputée
- 1943 non disputée
- 1944 non disputée
- 1945 Beetebuerger Basket Club Nitia
- 1946 Beetebuerger Basket Club Nitia
- 1947 Beetebuerger Basket Club Nitia
- 1948 Beetebuerger Basket Club Nitia
- 1949 Beetebuerger Basket Club Nitia
- 1950 Beetebuerger Basket Club Nitia
- 1951 Beetebuerger Basket Club Nitia
- 1952 Black Boys Kayl
- 1953 Beetebuerger Basket Club Nitia
- 1954 Beetebuerger Basket Club Nitia
- 1955 BBC Etzella Ettelbruck
- 1956 BBC Etzella Ettelbruck
- 1957 BBC Etzella Ettelbruck
- 1958 BBC Sparta Bertrange
- 1959 Rou'de Le'w Kayl
- 1960 BBC Sparta Bertrange
- 1961 BBC Etzella Ettelbruck
- 1962 BBC Etzella Ettelbruck
- 1963 BBC Etzella Ettelbruck
- 1964 BBC Etzella Ettelbruck
- 1965 BBC Etzella Ettelbruck
- 1966 Basket-Ball Club Black Star Mersch
- 1967 Basket Racing Luxembourg
- 1968 Basket-Ball Club Black Star Mersch
- 1969 BBC Sparta Bertrange
- 1970 BBC Etzella Ettelbruck
- 1971 Amicale Steesel
- 1972 BBC Etzella Ettelbruck
- 1973 Amicale Steesel
- 1974 BBC Sparta Bertrange
- 1975 Basket T71 Dudelange
- 1976 Basket T71 Dudelange
- 1977 Basket T71 Dudelange
- 1978 Amicale Steesel
- 1979 BBC Sparta Bertrange
- 1980 Amicale Steesel
- 1981 Amicale Steesel
- 1982 Basket T71 Dudelange
- 1983 Basket T71 Dudelange
- 1984 Basket T71 Dudelange
- 1985 Basket T71 Dudelange
- 1986 BBC Sparta Bertrange
- 1987 BBC Sparta Bertrange
- 1988 Amis du Basketball Contern
- 1989 Basket-Ball Club Union Sportive Hiefenech
- 1990 Basket-Ball Club Union Sportive Hiefenech
- 1991 Basket-Ball Club Union Sportive Hiefenech
- 1992 BBC Etzella Ettelbruck
- 1993 Basket-Ball Club Résidence Walferdange
- 1994 Basket-Ball Club Résidence Walferdange
- 1995 Basket-Ball Club Résidence Walferdange
- 1996 Basket-Ball Club Union Sportive Hiefenech
- 1997 Basket-Ball Club Résidence Walferdange
- 1998 Basket Racing Luxembourg
- 1999 BBC Etzella Ettelbruck
- 2000 Basket Racing Luxembourg
- 2001 Amis du Basketball Contern
- 2002 AS Soleuvre
- 2003 BBC Etzella Ettelbruck
- 2004 Amis du Basketball Contern
- 2005 BBC Sparta Bertrange
- 2006 BBC Etzella Ettelbruck
- 2007 BBC Sparta Bertrange
- 2008 BBC Sparta Bertrange
- 2009 Amis du Basketball Contern
- 2010 Basket T71 Dudelange
- 2011 Basket T71 Dudelange
- 2012 BBC Sparta Bertrange
- 2013 Basket T71 Dudelange
- 2014 Basket T71 Dudelange
- 2015 Basket T71 Dudelange
- 2016 Amicale Steesel
- 2017 Amicale Steesel
- 2018 Amicale Steesel
- 2019 BBC Etzella Ettelbruck
- 2020 Basket Esch
- 2021 Basket T71 Dudelange
- 2022 BBC Amicale Steesel
- 2023 Basket Esch
- 2024 BBC Amicale Steesel
- 2025 BBC Etzella Ettelbruck

## Bilan par club
| Club                                      | Titres | Ville            | Année                                                                                          |
| ----------------------------------------- | ------ | ---------------- | ---------------------------------------------------------------------------------------------- |
| Beetebuerger Basket Club Nitia            | 16     | Bettembourg      | 1934, 1935, 1936, 1937, 1938, 1939, 1940, 1945, 1946, 1947, 1948, 1949, 1950, 1951, 1953, 1954 |
| BBC Etzella Ettelbruck                    | 16     | Ettelbruck       | 1955, 1956, 1957, 1961, 1962, 1963, 1964, 1965, 1970, 1972, 1992, 1999, 2003, 2006, 2019, 2025 |
| Basket T71 Dudelange                      | 13     | Dudelange        | 1975, 1976, 1977, 1982, 1983, 1984, 1985, 2010, 2011, 2013, 2014, 2015, 2021                   |
| BBC Sparta Bertrange                      | 11     | Bertrange        | 1958, 1960, 1969, 1974, 1979, 1986, 1987, 2005, 2007, 2008, 2012                               |
| Amicale Steesel                           | 10     | Steesel          | 1971, 1973, 1978, 1980, 1981, 2016, 2017, 2018, 2022, 2024                                     |
| Basket-Ball Club Union Sportive Hiefenech | 4      | Heffingen        | 1989, 1990, 1991, 1996                                                                         |
| Amis du Basketball Contern                | 4      | Contern          | 1988, 2001, 2004, 2009                                                                         |
| Basket-Ball Club Résidence Walferdange    | 4      | Walferdange      | 1993, 1994, 1995, 1997                                                                         |
| Basket Racing Luxembourg                  | 3      | Luxembourg       | 1967, 1998, 2000                                                                               |
| Basket-Ball Club Black Star Mersch        | 2      | Mersch           | 1966, 1968                                                                                     |
| Basket Esch                               | 2      | Esch-sur-Alzette | 2020, 2023                                                                                     |
| Black Boys Kayl                           | 1      | Kayl             | 1952                                                                                           |
| Rou'de Le'w Kayl                          | 1      | Kayl             | 1959                                                                                           |
| AS Soleuvre                               | 1      | Soleuvre         | 2002                                                                                           |